# Rotkehl-Brillantkolibri

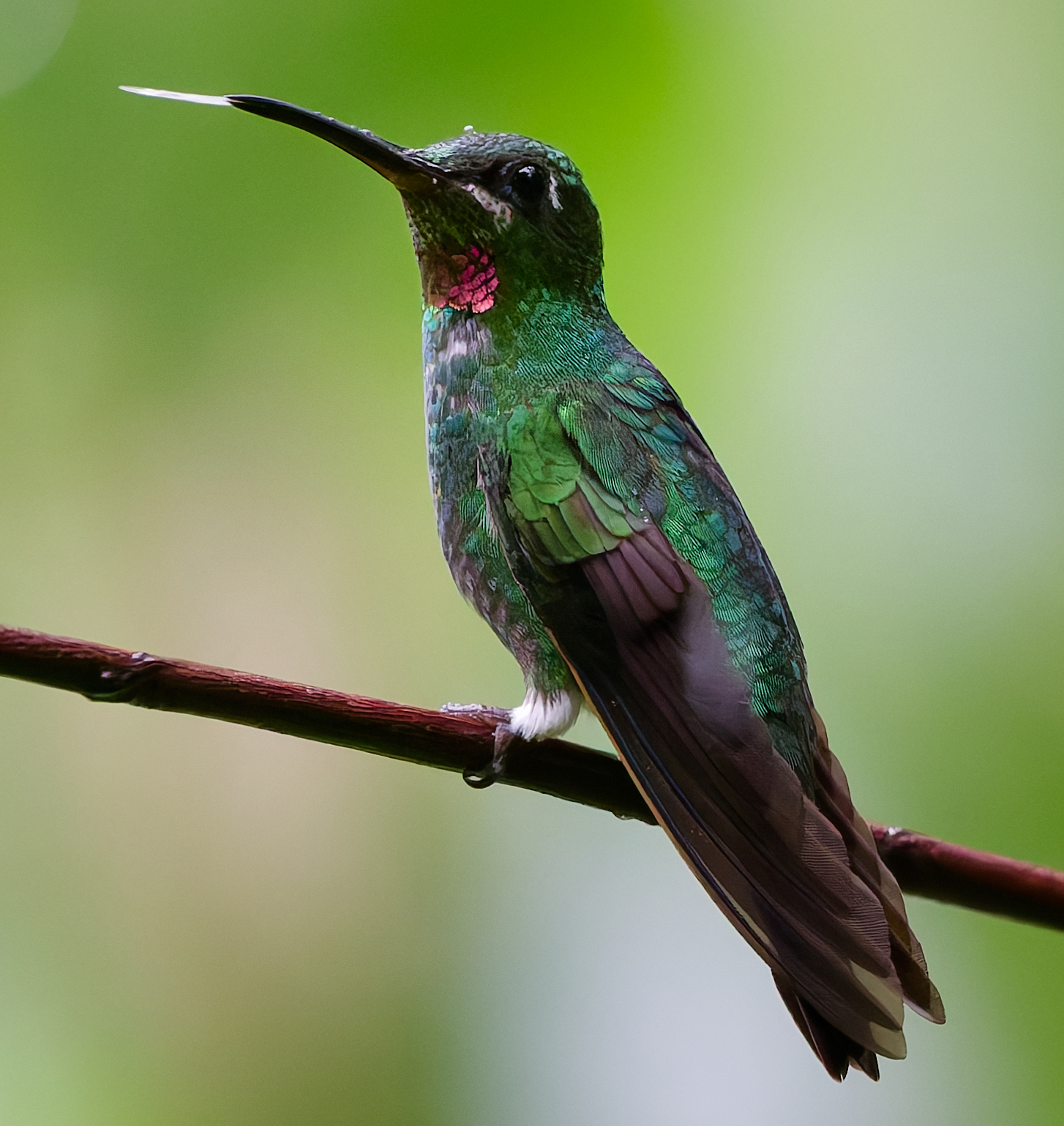
Rotkehl-Brillantkolibri

Der Rotkehl-Brillantkolibri (Heliodoxa gularis) oder Rotkehlbrillant ist eine Vogelart aus der Familie der Kolibris (Trochilidae), die in den Ländern Kolumbien, Ecuador und Peru verbreitet ist. Der Bestand wird von der IUCN als „nicht gefährdet“ (least concern) eingeschätzt. Die Art gilt als monotypisch.

## Merkmale
Der Rotkehl-Brillantkolibri erreicht eine Körperlänge von etwa 11 bis 12 cm. Das Männchen hat einen geraden schwarzen Schnabel.  Die Oberseite schimmert grün mit einem Mittelstrich am vorderen Oberkopf. Hinter dem Auge befindet sich ein kleiner weißer Fleck. Die Unterseite schimmert grün, die Kehle hat einen glitzernden pinkroten Fleck. Der Bauch ist grau, die Unterschwanzdecken weißlich. Der lange Schwanz ist gegabelt und bronzefarben. Das Weibchen ähnelt dem Männchen, hat aber einen kleineren Kehlfleck.

## Verhalten und Ernährung
Der Rotkehl-Brillantkolibri bezieht seinen Nektar u. a. von blühenden Pflanzen der Gattung Psittacanthus und der Familie der Riemenblumengewächse. Außerdem ernährt er sich von Insekten.

## Lautäußerungen
Der Gesang des Rotkehl-Brillantkolibris besteht vermutlich aus einem nasalen kjuh-Ton, den er in einer Frequenz von einem Ton pro Sekunde von sich gibt. Im Flug oder bei der Futteraufnahme gibt er diese Töne auch einzeln von sich.

## Fortpflanzung
Wenig ist über die Brutbiologie des Rotkehl-Brillantkolibris bekannt. Nur im Osten Ecuadors wurde Anfang November ein flügges Jungtier gesichtet, das noch immer von der Mutter behütet wurde.

## Verbreitung und Lebensraum

Verbreitungsgebiet des Rotkehl-Brillantkolibris

Der Rotkehl-Brillantkolibri bevorzugt feuchte Bergwälder in Höhenlagen von 250 bis 1050 Meter. Diese finden sich vor allem in den Vorgebirgen im Süden Kolumbiens in den Departamentos Cauca und Putumayo sowie im Nordosten Ecuadors im westlichen Teil der Provinzen Sucumbíos und Napo. Außerdem gibt es Berichte aus dem Nordosten Perus in der Region Loreto, der Region Amazonas und dem Norden der Region San Martín.

## Migration
Der Rotkehl-Brillantkolibri gilt gemeinhin als Standvogel, doch fehlen gesicherte Daten.

## Etymologie und Forschungsgeschichte
Die Erstbeschreibung des Rotkehl-Brillantkolibris erfolgte 1860 durch John Gould unter dem wissenschaftlichen Namen Aphantochroa ? gularis. Das Typusexemplar wurde an den Ufern des Río Napo gesammelt. Bereits 1850 führte Gould die Gattung Heliodoxa u. a. für den Violettstirn-Brillantkolibri ein. Dieser Name leitet sich von den griechischen Wörtern ἥλιος hḗlios für „Sonne“ und δόξα, δέχομαι dóxa, déchomai für „Pracht, Herrlichkeit, gutheißen“ ab. Der Artname gularis leitet sich vom lateinischen -gular, gula für „-kehlig, Kehle“ ab.